# Skalička (district de Brno-Campagne)
Pour les articles homonymes, voir Skalička.
Skalička (en allemand : Skalitschka) est une commune du district de Brno-Campagne, dans la région de Moravie-du-Sud, en République tchèque. Sa population s'élevait à 161 habitants en 2020.

## Géographie
Skalička se trouve à 7 km à l'est-nord-est de Tišnov, à 20 km au nord-nord-ouest de Brno et à 170 km au sud-est de Prague.
La commune est limitée par Hluboké Dvory au nord, par Újezd u Černé Hory à l'est, par Malhostovice au sud, et par Všechovice à l'ouest.

## Histoire
La première mention écrite de la localité date de 1349.